# A5514SA
A5514SA（えー ごーごーいちよん えすえー）は、鳥取三洋電機（現・三洋電機コンシューマエレクトロニクス）が開発した、KDDIおよび沖縄セルラー電話の各auブランドのCDMA 1Xの携帯電話である。

## 特徴
鳥取三洋電機製音声通話用端末としては初めて国際ローミングサービスの「グローバルパスポート」（現・グローバルパスポートCDMA）に対応した音声通話用端末。

## 沿革
- 2005年9月8日 - KDDIより発表。
- 2005年10月14日 - 中国・九州地区にて発売。
- 2005年10月15日 - 上記以外の残りの地区にて発売。

## 対応サービス
- EZ「着うた」
- Hello Messenger
- 安心ナビ
- 赤外線通信
- EZ待ちうた
- EZナビウォーク（声de入力対応）
- ペア機能
- グローバルパスポート

など